# Bill English (Schauspieler)
William Andrew „Bill“ English (* 8. April 1980 in Rochester, New York) ist ein US-amerikanischer Theater- und Filmschauspieler.
Er graduierte an der University of North Carolina School of the Arts. Er zog nach New York City und gab 2004 sein Broadway-Debüt mit der Komödie Twentieth Century. Ab 2007 wurde er mit der Sitcom Cavemen bekannt, wo er Joel Claybrook verkörperte. 2011 und 2012 spielte er im Musical Anything Goes als Billy Crocker mit. Es folgten kleinere Einsätze in TV-Serienfolgen.

## Filmografie (Auswahl)
- 2006: The Beach Party at the Threshold of Hell
- 2007–2008: Cavemen (Fernsehserie, 13 Folgen)
- 2010: Melrose Place (Fernsehserie, eine Folge)
- 2014: Person of Interest (Fernsehserie, eine Folge)
- 2012: The Last Day of August
- 2015: Elementary (Fernsehserie, eine Folge)
- 2019: Madam Secretary (Fernsehserie, eine Folge)